# Slowenischer Schriftstellerverband
Der Slowenische Schriftstellerverband (sl. Društvo slovenskih pisateljev, DSP) ist ein gemeinnütziger Verein, der sich als Standesvertretung für Autoren und Autorinnen aus dem gesamten slowenischsprachigen Raum definiert. Er tritt für die Verbesserung der gesellschaftlichen und materiellen Position von Schreibenden ein und fördert den internationalen Austausch zwischen Autoren. War die Mitgliedschaft ursprünglich Personen slowenischer Herkunft vorbehalten, die in slowenischer Sprache schreiben, so hält das am 29. April 2010 verabschiedete Vereinsstatut fest, dass Sprache oder Herkunft keine Voraussetzung mehr für eine Mitgliedschaft darstellen. Mitglieder können daher z. B. auch Personen sein, die in Slowenien ihren Lebensmittelpunkt haben, aber in einer anderen Sprache als Slowenisch schreiben. Die Aktivitäten des Verbands reichen von der Organisation literarischer Veranstaltungen, Begegnungen, Symposien und Debatten über Aktivitäten im Bildungsbereich zur Hebung der Lesekultur bis hin zur Herausgabe eigener Publikationen; darüber hinaus unterhält er zahlreiche Kooperationen auf nationaler und internationaler Ebene und positioniert sich als zivilgesellschaftliche Institution. Von Bedeutung für die Promotion slowenischer Literatur im Ausland ist die Publikationsreihe Litteræ Slovenicæ, die der 1963 gestarteten Reihe Le Livre Slovène nachfolgte und in der seit 1991 Übersetzungen in mindestens zehn Sprachen erschienen sind. Die über Slowenien hinaus bekannteste Aktivität des Verbands ist die Organisation des seit 1986 jährlich stattfindenden internationalen Literaturfestivals Vilenica, in dessen Rahmen auch der prestigeträchtige Vilenica-Preis vergeben wird. Weitere vom Slowenischen Schriftstellerverband vergebene Preise sind der Jenko-Preis (Lyrik), der Desetnica-Preis (Kinder- und Jugendliteratur) und der Stritar-Preis (Literaturkritik).
Sitz des Slowenischen Schriftstellerverbands ist Ljubljana. Die Räumlichkeiten befinden sich in der Tomšičeva ulica.

## Geschichte
Die Anfänge des Slowenischen Schriftstellerverbands gehen auf das Jahr 1872 zurück, als auf Anregung des steirischen Landtagsabgeordneten Josip Vošnjak in Ljubljana ein gleichnamiger Verein (Društvo slovenskiih pisateljev) gegründet wurde, der aber nur kurz tätig war. Vorsitzender war der Geistliche Davorin Trstenjak. Der 1885 gegründete Unterstützungsverein (Pisateljsko podporno društvo, Vorsitz: Josip Vošnjak), der mit der Errichtung von Denkmälern und Gedenktafeln auch repräsentative Funktionen erfüllte, wurde 1915 von den österreichischen Behörden aufgelöst. 1920 wurde die Standesvertretung unter dem Namen Društvo slovenskih leposlovcev (später Društvo slovenskih književnikov, Verein slowenischer Literaten) neu gegründet. Während der Okkupation 1941–1945 existierte der Verband im Untergrund weiter, zahlreiche Mitglieder schlossen sich dem Widerstand an. 1968 wurde der Verband in Društvo slovenskih pisateljev umbenannt, von 1945 bis 1990 war er im Jugoslawischen Schriftstellerverband (Zveza književnikov Jugoslavije) inkorporiert.

## Liste der Vorsitzenden
- Davorin Trstenjak (1872)
- Josip Vošnjak (1885–)
- Rajko Perušek (1895–1915)
- Anton Funtek (1920–)
- Alojz Gradnik
- Oton Župančič (1926–1938)
- France Koblar (1938–1945)
- Miško Kranjec (1945–1948, 1949–1950, 1972–1975)
- France Bevk (1950–)
- Ivan Potrč (1944–1948, 1974–1978)
- Mile Klopčič
- Beno Zupančič (1957–1958)
- Matej Bor (1959–1961)
- Anton Ingolič (1961–1963)
- Mira Mihelič (1963–1966)
- Janez Menart (1966–1968)
- Ciril Kosmač (1968–1972)
- Tone Pavček (1979–1983)
- Tone Partljič (1983–1987)
- Rudi Šeligo (1987–1991)
- Dane Zajc (1991–1995)
- Evald Flisar (1995–2001)
- Tone Peršak (2001–2003)
- Vlado Žabot (2003–2007)
- Slavko Pregl (2007–2009)
- Milan Jesih (2009–2011)
- Veno Taufer (2011–2014)
- Ivo Svetina (2014–2018)
- Aksinja Kermauner (2018–2019)
- Dušan Merc (2019–)